# Max Watson
Max Watson (Bankeryd, 3 febbraio 1996) è un calciatore svedese, difensore dell'IFK Norrköping.

## Caratteristiche tecniche
È un difensore centrale.

## Carriera

### Club
Cresciuto nel settore giovanile del Jönköpings Södra, debutta in prima squadra il 21 agosto 2018 in occasione dell'incontro di Svenska Cupen vinto 2-0 contro il Värmdö IF, dove trova anche la via del gol per la prima volta. Poco utilizzato nel corso della stagione, nel 2016 viene prestato al Norrby, dove disputa due campionati da titolare aiutando il club a raggiungere la promozione in Superettan.
Rientrato nel 2018 al Jönköpings Södra, nel frattempo retrocesso in seconda divisione, gioca una stagione da titolare mettendo insieme 24 presenze. Nel 2019 viene prestato al Mjällby, con cui ottiene la promozione in Allsvenskan; al termine della stagione viene ceduto a titolo definitivo al club giallonero.

### Nazionale
Ha giocato nella nazionale svedese Under-19.

## Statistiche
Statistiche aggiornate al 13 luglio 2021.

### Presenze e reti nei club
| Stagione        | Squadra          | Campionato      | Campionato | Campionato | Coppe nazionali | Coppe nazionali | Coppe nazionali | Coppe continentali | Coppe continentali | Coppe continentali | Altre coppe | Altre coppe | Altre coppe | Totale | Totale | Totale |
| Stagione        | Squadra          | Comp            | Pres       | Reti       | Comp            | Pres            | Reti            | Comp               | Pres               | Reti               | Comp        | Pres        | Reti        | Pres   | Reti   |        |
| --------------- | ---------------- | --------------- | ---------- | ---------- | --------------- | --------------- | --------------- | ------------------ | ------------------ | ------------------ | ----------- | ----------- | ----------- | ------ | ------ | ------ |
| 2014            | Jönköpings Södra | S1              | 0          | 0          | CS              | 4               | 1               |                    | -                  | -                  |             | -           | -           | 4      | 1      |        |
| 2015            | Jönköpings Södra | S1              | 1          | 0          | CS              | 2               | 0               |                    | -                  | -                  |             | -           | -           | 3      | 0      |        |
| 2016            | Norrby           | D1              | 21+2       | 0          | CS              | 0               | 0               |                    | -                  | -                  |             | -           | -           | 23     | 0      |        |
| 2017            | Norrby           | S1              | 28         | 1          | CS              | 0               | 0               |                    | -                  | -                  |             | -           | -           | 28     | 1      |        |
| 2017            | Jönköpings Södra | A               | 0          | 0          | CS+CS           | 1+4             | 0               |                    | -                  | -                  |             | -           | -           | 5      | 0      |        |
| 2018            | Jönköpings Södra | S1              | 24         | 0          | CS              | 1               | 0               |                    | -                  | -                  |             | -           | -           | 25     | 0      |        |
| 2019            | Mjällby          | S1              | 29         | 0          | CS              | 6               | 0               |                    | -                  | -                  |             | -           | -           | 35     | 0      |        |
| 2020            | Mjällby          | A               | 21         | 2          | CS              | 3               | 0               |                    | -                  | -                  |             | -           | -           | 24     | 2      |        |
| 2021            | Mjällby          | A               | 9          | 0          | CS              | 0               | 0               |                    | -                  | -                  |             | -           | -           | 9      | 0      |        |
| Totale carriera | Totale carriera  | Totale carriera | 135        | 3          |                 | 21              | 1               |                    | -                  | -                  |             | -           | -           | 156    | 4      |        |